# Võ Thuận
Võ Thuận (chữ Hán: 武順, sinh mất không rõ), thông gọi Hàn Quốc phu nhân (韓國夫人), thường được biết đến là chị gái ruột của Võ Tắc Thiên.
Theo Tư trị thông giám cùng Cựu Đường thư và Tân Đường thư, bà là tình nhân của Đường Cao Tông Lý Trị, và cả ba sách này đều ghi lại một tin đồn rằng bà là mẹ đẻ của Chương Hoài Thái tử Lý Hiền chứ không phải Võ hậu.

## Cuộc đời
Cũng như Võ Tắc Thiên, Võ Thuận xuất thân từ gia tộc họ Võ có nguồn gốc từ vùng Văn Thủy, Tinh Châu, nhưng sinh ra ở huyện Thọ Dương, Thái Nguyên, được sinh ra khoảng năm Võ Đức thứ 6 (623). Cha là khai quốc công thần Đường triều Võ Sĩ Hoạch, mẹ là Vinh Quốc phu nhân Dương thị, Võ Thuận và Võ Tắc Thiên là chị em cùng cha cùng mẹ.
Võ Thuận ban đầu kết hôn với Hạ Lan An Thạch (賀蘭安石), sinh ra một nam một nữ, con trai là Hạ Lan Mẫn Chi (賀蘭敏之), con gái là Hạ Lan thị, tức Ngụy Quốc phu nhân. Về sau An Thạch mất, Võ Thuận trở thành góa phụ, sau được phong Hàn Quốc phu nhân (韓國夫人). Không có nhiều ghi chép về bà, các sách Tân Đường thư cùng Tư trị thông giám đều ghi nhận bà tuy là ngoại mệnh phụ nhưng thường xuất nhập cấm cung, được Cao Tông quan hệ mờ ám, con gái của bà với chồng trước là Hạ Lan thị cũng được Cao Tông để ý và sủng hạnh. Do đó các sách này cũng từng ghi nhận có tin đồn bà chính là mẹ sinh của Chương Hoài Thái tử Lý Hiền, người sau này kế vị thái tử sau khi con cả của Võ Tắc Thiên là Lý Hoằng mất.
Bia mộ của bà lập năm Càn Phong thứ 3 (668), nhưng theo Tân Đường thư ghi lại:"Hàn Quốc mất, con gái được phong Ngụy Quốc phu nhân, tính đem vào nội đình nhưng ngài hậu (chỉ Võ hậu) không cho, việc bèn thôi. Hậu bên trong rất đố kỵ. Khi hội phong Thái Sơn, Duy Lương và Hoài Vận tới, tùy vua và ngài hậu về kinh sư, ngài hậu độc giết Ngụy Quốc, rồi đổ cho Duy Lương và Hoài Vận". Như vậy có thể thấy Hàn Quốc phu nhân chết trước con gái. Bên cạnh đó, Ngụy Quốc phu nhân mất sau năm Lân Đức thứ 2 (665), tháng 10, khi Đường Cao Tông phong thiện Thái Sơn, như vậy tức là Hàn Quốc phu nhân Võ Thuận phải mất trước thời gian này.
Sau khi Võ Thuận mất, Đường Cao Tông truy tặng là Trịnh Quốc phu nhân (鄭國夫人). Con gái bà là Hạ Lan thị bị Võ hậu giết hại, còn con trai bà là Hạ Lan Mẫn Chi được kế tập tước "Chu Quốc công" (周國公). Mẫn Chi từ nhỏ có nhan sắc, khi em họ là Thái Bình Công chúa đến nhà ngoại chơi, Mẫn Chi hay thông dâm cùng các thị nữ hầu của công chúa, Võ hậu đều biết nhưng nhịn. Khi Cao Tông đến bái tang Ngụy Quốc, Mẫn Chi không đáp tạ, Võ hậu từ đó rất ác cảm với Mẫn Chi. Năm Hàm Hanh thứ 2 (671), Võ hậu lấy cớ Mẫn Chi không chấp hành đúng nghi lễ lúc để tang Vinh Quốc phu nhân và thông gian với con gái họ Dương, người đã được Võ hậu chọn làm phi cho Thái tử Lý Hoằng, Hạ Lan Mẫn Chi bị ép phải tự tử.